# Паникарола
Паникарола је насеље у Италији у округу Перуђа, региону Умбрија.
Према процени из 2011. у насељу је живело 723 становника. Насеље се налази на надморској висини од 268 м.